# 陕西历史
陕西省自古就有人类活动的迹象，并为汉文明的发源地之一。根据中国最早的史书《禹贡》记载，陕西地区最早为漢地雍州之城。
西安，咸阳一带的历史可以上溯到4000多年以前的新石器时代，曾是11个王朝的首都或（京畿属地），其中秦汉隋唐，四个为对中华历史产生深远影响的统一王朝，历史文物方迹遍布全地。

## 上古文明
陕北地区属于黄河中上游，秦岭以南属于长江上游，关中是漢族和漢文明的重要发祥地之一。
- 考古分期：关中一带早有蓝田猿人活动。新石器时代遗址中，最早的是老官台文化（约公元前6000年到前5000年），之后是著名的仰韶文化（约前5000年至前3000年），再后是陕西龙山文化（公元前2300年至前2000年）。
- 传说情况：上古时为雍州所在，是炎帝和黄帝二帝的发源地及所葬之地，同时也是更为久远的华胥古国或华胥氏的所在（今西安蓝田一带）。华胥氏是中华民族的元祖，她分别繁衍下了女娲，伏羲，后来女娲，伏羲繁衍了少典，而炎黄二帝又是少典的后裔，故华夏和中华中的华字皆源于华胥氏（一说是源于华山）。[1]

## 先秦时代
- 西周后期，秦始皇的祖上非子替周王室养马有功，周孝王将“秦”（据说曾在今天的甘肃省天水市东南）这块土地封给了他，秦国也成了周的附庸。公元前771年，犬戎攻破了西周的都城镐京（今陕西省西安市长安区斗门镇一带），杀了周幽王。秦襄公率领人马攻打犬戎，立了战功。次年他护送周平王东迁雒邑（今河南省洛阳），又立新功。平王便封他为诸侯，将陕西岐山以西的土地赐予他。这样，秦国统管了陕西省的部分地区。秦穆公时。国力强盛，又打败了东方的晋国，占领了整个关中。由此可见，由于陕西其地春秋时为秦国，所以简称“秦”。前350年，秦孝公由栎阳迁都咸阳，在此营筑翼阙及宫殿。后秦始皇仿建六国宫殿，使咸阳成为规模恢宏的帝都。

## 秦汉时代
- 秦始皇统一中国，以咸阳（今西安，咸阳一带）为首都，并把全国划分为36郡，今陕西境内有郡：上郡、北地郡、汉中郡。陕西地首次成为统一王朝的京畿地。
- 西汉时，以长安（今西安）为都城，陕西南部仍然是京畿地区，由司隷校尉部管理，分为京兆尹（渭南郡），左馮翊（河上郡），右扶風（中地郡）和弘農郡。秦朝都城咸阳先后改名为新城和渭城。在今咸阳原上，因西汉五陵置有陵邑，故有“五陵原”之称。
- 东汉时，首都迁去雒阳，以长安（今西安）为西京。今陕西地属于涼州刺史部和并州刺史部。
- 东汉中后期时，匈奴内迁，在吕梁山上和汾河流域牧马。到三国曹魏时，匈奴人分为五部，人数多达数十万。此外，还有羯族，鲜卑族，氐、羌等族在自塞外入居陕、甘，历史上称为“五胡”。

## 兩晉南北朝
- 西晋，长安为陪都，咸阳更名为灵武。313年，永嘉之亂后西晉在長安擁立晉愍帝。316年，前赵（汉国）劉聰派遣劉曜攻破長安，俘晉愍帝，西晉滅亡。隨著西晉的滅亡，中原廣大的地區，皆成為漢國政權的統治範圍。
- 前赵，汉王劉聰名義上是中原的共主，但隨著勢力的擴大，地方的割據勢力迅速形成，漢國統治的地區實際上只有一小部分。

318年，劉聰病死，太子劉粲繼位。匈奴貴族靳準殺死劉粲奪權，在平陽的劉氏男女不分老少全部被殺，靳準自立為漢天王。鎮守長安的劉聰族弟劉曜得知平陽有變，自立為皇帝，派遣軍隊至平陽，族滅靳氏。與此同時，羯族首领石勒亦以討伐靳準為名，率軍至漢都平陽，于是，平陽、洛陽以東的地區，皆落入石勒勢力之中。前赵於是遷都到長安。
- 后赵，长安为陪都，咸阳又改名为石安。
- 前秦，东晋时氐在北方崛起，在前秦天王苻堅的军事行动下，今陕西一带属于前秦的核心部分，且长安为前秦的首都。383年淝水之戰大敗後，前秦国力开始下降。
- 后秦，（384年-417年，或稱姚秦），前秦苻坚在淝水之戰兵败后，关中空虚，原降于前秦的羌族贵族姚苌在渭北叛秦，晋太元九年（384年）自称万年秦王，次年（385年）擒杀苻坚。太元十一年（386年）姚苌称帝于长安（今陕西西安西北），国号大秦，史称后秦。
- 陕西地經歷羯族的後趙、漢族的冉魏、氐的前秦、鮮卑的西燕、羌的後秦，417年东晋北伐後秦破长安後也短暫的佔有今天的陕南地。在陕北也有赫连勃勃建立的夏国在同期存在，初期都城统万城（今称白城子，在今内蒙古乌审旗南纳林河乡与陕西省靖边县红墩界乡交界处的无定河北岸流沙之中）。夏凤翔六年（418年），赫连勃勃乘东晋灭后秦，乘虚轻取长安，在霸上（今陕西西安东）即帝位，国势更强。
- 北魏，386年，鲜卑族拓跋珪建立了北魏，在平城（今大同）建都，西安，咸阳一带为泾阳县。436年四月，北魏灭北燕，高句丽等边疆政权降服，统一除了今天辽东以北的北方。后来，北魏分裂为东魏和西魏，西魏的实权落在大将宇文家族的手中。556年，宇文泰取代西魏，建立北周。宇文泰定都于长安（今西安）。北魏时佛教兴起，寺院有三万所，和尚尼姑多达200万。

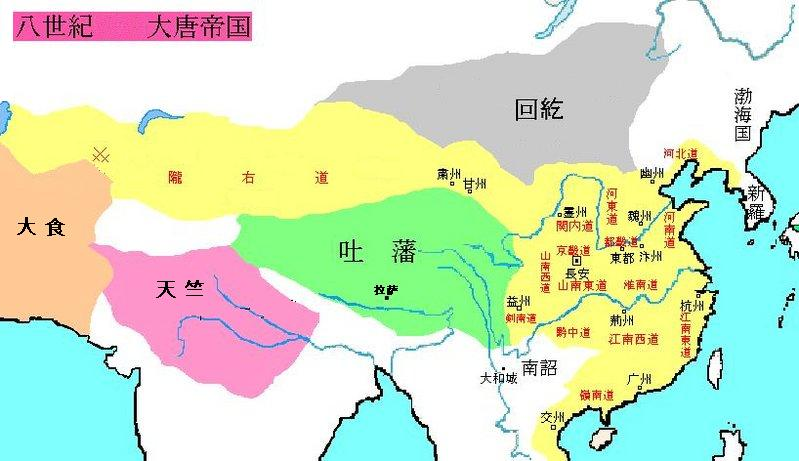
天宝九年（750年）的唐代地图

## 隋唐五代
- 隋朝，北周大将杨坚灭鲜卑人的政权，恢复了汉族对漢地北部行使主权后，在灭亡南朝陈，以大興城（今西安）为首都，陕西地再次成为统一王朝的京畿地。
- 唐朝，隋末，太原留守李渊（唐高祖）和他的儿子李世民（唐太宗）率兵，从太原起兵反隋。在618年建立唐朝，重新统一中国。改大興城为长安城（今西安）为首都，陕西地再次成为统一王朝的京畿地，分属京畿道，山南东道和关内道。
- 武则天因其母母杨氏顺陵在咸阳北原，曾改咸阳为赤县。
- 农民起义领袖黄巢也在这里建立过政权。
- 五代十国时期，后梁（907年-923年11月19日）篡夺唐地位后，李茂貞建立岐（901年-924年或946年）以鳳翔为中心于現在陝西、甘肃、四川地区的割据政权，表示对抗后梁，此时陕西分属不同的政权内，后梁改京兆府为雍州，设大安府。後唐（923年－936年）、後晉（936年－947年）、後漢（947年－950年）和后周（951年-960年），陕西地属于北方的中原王朝内，后唐改回大安府为京兆府，但五代都城大多在洛阳与太原，西安却再没有成为首都。

## 辽宋夏金元
- 北宋时，陕西地处于宋朝，辽朝，西夏三国交汇处。宋初陝西路為至道十五路之一；熙宁五年（1072年）分陕西为永兴军路、秦凤路；元丰元年（1078年）又并为陕西路，八年（1085年）又分为永兴军、秦凤路二路。
- 南宋时，陕西地大部属于金朝，金政府改永兴军路为京兆府路並撤銷秦凤路，在此地设立京兆府，延安府，庆阳府与凤翔府。而陕西的西北部被西夏国控制。
- 元朝时，陕西属于陕西行中书省，西安地为为安西路、奉元路。

## 明清
參見：陝西巡撫、陝西提督、嘉靖大地震

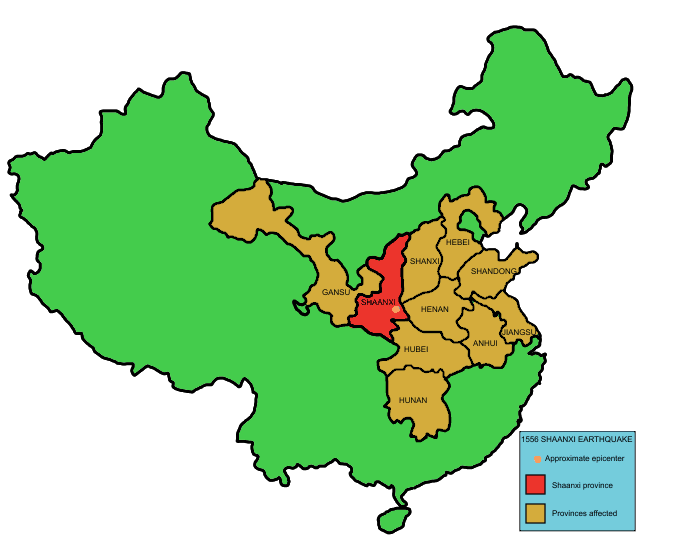
1556年嘉靖大地震，人类历史上死亡人数最多的一次地震

- 明朝，再次恢复汉人对陕西地区的主权。陕西地为陕西承宣布政使司，改奉元路为西安府，“西安”之名即由此而来。
- 嘉靖三十四年（1556年）陕西发生大地震，造成83万人死亡（不包括没有登记户口的居民），是历史上死亡人数最多的地震[2][3]。
- 崇祯十六年（1643年）李自成率农民起义军攻入西安后，曾改西安为长安，建立大顺政权。
- 清朝，分陕西承宣布政使司为陕西布政使司和甘肃布政使司，后发展为陕西省和甘肃省（含宁夏），属于内地十八行省。
- 清朝末年，陕西甘肃一带爆发了大规模的穆斯林反清起事，後演變為回民大規模屠杀汉人的恐怖活动，史称‘同治回乱’。1873年被以汉人湘军为主的清朝军队镇压，只有西安城内未参加作乱的3万回民得以幸存，其余陝甘回民一部分逃亡（詳見：東干族），其余人均已被軍隊展开报复性屠杀。

## 近代
- 中华民国时期，为陕西省。民國21年（1933年）西安曾改名西京，被定為中華民國陪都。

## 现当代
- 中华人民共和国建立后，西安为副省级城市，陕西省会，并于九十年代被列入西部大开发的重点地区，西安和重庆成为西部的两个龙头地区。
- 在1959年至1961年的三年大饥荒时期，陕西全省共18.7万人死亡。2013年，习近平的弟弟习远平在陕西省委党报《陕西日报》上发表文章，纪念父亲习仲勋诞辰100周年，其中提到陕西也发生了饥荒[4]。